# Roberto Bracco
Roberto Bracco (Nàpols, 10 de novembre de 1861 – Sorrento, 20 d'abril de 1943) va ser un dramaturg, novel·lista, poeta, periodista i crític músic i teatral italià.

## Obra dramàtica
- Non fare ad altri, comèdia en un acte (1886)
- Lui, lei, lui, comèdia en un acte (1887)
- Un'avventura di viaggio, comèdia en un acte (1887)
- Una donna, drama en 4 actes (1888)
- Le disilluse, conte de fades en un acte
- Dopo il veglione, o viceversa, petita escena
- Maschere, drama en un acte (1893)
- Infedele, comèdia en 3 actes (1894)
- Il trionfo, drama en 4 actes (1895)
- Don Pietro Caruso, drama en un acte (1895)
- La fine dell'amore, sàtira en 4 actes (1896)
- Fiori d'arancio Idil·li en un acte (1898)
- Tragedie dell'anima, drama en 3 actes (1899)
- Il diritto di vivere, drama en 3 actes (1900)
- Uno degli onesti, comèdia en un acte (1900)
- Sperduti nel buio, drama en 3 actes (1901)
- Maternità, drama en 4 actes (1903)
- Il frutto acerbo, comèdia en 3 actes (1904)
- La piccola fonte, drama en 4 actes (1905)
- Fotografia senza..., petit scherzo
- Notte di neve, drama en un acte (1905)
- La chiacchierina, monòleg
- I Fantasmi, drama en 4 actes (1906)
- Nellina, drama en 3 actes (1908)
- Il piccolo Santo, drama en 5 actes
- Ad armi corte, comèdia en un acte (1910)
- Il perfetto amore (1910)
- Nemmeno un bacio, drama en tres actes i un epíleg (1912)
- L'Internazionale, comèdia en un acte (1915)
- L'amante lontano, drama en tres actes (1916)
- L'uocchie cunzacrate, drama napolità en un acte (1916)
- La Culla, drama en un acte, no destinat per a l'escena (1918)

## Traduccions al català
- Jutge i part, traduïda per Joan Fabré Oliver i publicada el 1911.
- Nit de neu, traduïda per Carles Costa i publicada el 1909.
- El perfecte amor, traduïda per Josep Maria Jordà i publicada el 1912.